# کامپوزیت تقویت شده با الیاف
کامپوزیت به ماده‌ای گفته می‌شود؛ که از دو فاز ماتریس و تقویت‌‎‌کننده (الیاف زیر ۵ درصد) تشکیل شده‌است. ماتریس با احاطه کردن تقویت کننده، آن را در محل نسبی خودش نگه می‌دارد. تقویت کننده موجب بهبود خواص مکانیکی ساختار می‌گردد. به‌طور کلی تقویت‌کننده می‌تواند به صورت فیبرهای کوتاه یا بلند و پیوسته باشد. کامپوزیت‌ها دارای یک فاز زمینه و یک تقویت‌کننده هستند.

## مزایای کامپوزیت
مهم‌ترین مزیت مواد کامپوزیتی آن است که با توجه به نیازها، می‌توان خواص آنها را کنترل کرد. 
مزایای مواد کامپوزیتی به شرح زیر است:
- مقاومت مکانیکی بالا نسبت به وزن
- مقاومت بالا در برابر خوردگی
- خصوصیات خستگی عالی نسبت به فلزات
- خواص عایق حرارتی خوب
- به دلیل صلبیت بیشتر، تحت یک بارگذاری معین، خیز کمتری (بعضاً ده‌ها برابر کمتر) نسبت به فلزات دارند.
- استحکام بالا
- نسبت حجم به وزن کم
- سبک بودن پاهی تا چندین برابر مستحکم تر از فولاد با وزنی با چندین برابر کمتر.

## دسته‌بندی کامپوزیت‌های مهندسی از لحاظ فاز زمینه
1. کامپوزیت با زمینه سرامیکی (CMC)
2. کامپوزیت با زمینه پلیمری (PMC)
3. کامپوزیت با زمینه فلزی (MMC)

### کامپوزیت‌های پلیمری PMC:
کامپوزیت‌های زمینه پلیمری از یک رزین پلیمری پلاستیک مانند رزین اپوکسی، رزین پلی استر، رزین فنولیک و … همراه با رشته‌هایی به عنوان عامل تقویت کننده نیز تشکیل شده‌اند. رشته یا الیاف در این نوع از کامپوزیت می‌تواند کربن، شیشه یا آرامید باشد. از بین این الیاف، الیاف کربن نیز دارای استحکام و مدول ویژه بیشتری که دو پارامتر مهم در میزان خاصیت مکانیکی می‌باشد برخوردار است. کامپوزیت‌های پلیمری با توجه به خصوصیات مکانیکی بالایی که دارند در بسیاری از صنایع کاربرد دارند. در صنعت عمران برای مقاوم‌سازی و تقویت سازه‌ها استفاده از کامپوزیت‌های پلیمری تحت عنوان CFRRP و GFRP نیز رواج دارد زیرا علاوه بر بالا بردن مقاومت سازه سبب افزایش مقاومت سازه در برابر محیط‌های خورنده و اسیدی می‌شوند. استفاده از این کامپوزیت‌ها هم چنین کامپوزیت ساخته شده با الیاف شیشه و کربن عایق الکتریکی و حرارتی می‌باشند. کامپوزیت‌های پلیمری در صنایع هوافضا، خودروسازی، صنایع دریایی، صنایع پزشکی و … کاربرد دارد.

### کامپوزیت‌های سرامیکی CMC:
کامپوزیت‌های زمینه سرامیکی از انواع سرامیک از جمله سرامیک شیشه، کربن، کاربید سیلیسیوم، آلومینات‌ها و اکسیدها به عنوان فاز زمینه مورد استفاده قرار می‌گیرد. همچنین تقویت کننده‌های مورد استفاده کاربیدها، بوریدها، کربن و نیتریدها هستند. به دلیل بالا بودن مقاومت این دسته از کامپوزیت‌ها در برابر اکسایش در دمای بالا، کامپوزیت‌های زمینه سرامیکی را در دما و تنش شدید مورد استفاده قرار می‌دهند. شایان ذکر است که تنها کامپوزیت‌هایی که در دمای بالای ۹۰۰ درجه سانتیگراد استحکام خود را حفظ می‌نمایند. سیمان و بتن از جمله کامپوزیت‌های سرامیکی می‌باشد.

### کامپوزیت‌های زمینه فلزی MMC:
فاز زمینه در کامپوزیت فلزی یک فلز انعطاف‌پذیر مانند آلیاژها می‌باشد. مواد تقویت کننده که حدود ۱۰ تا ۶۰ درصد حجمی کامپوزیت فلزی را تشکیل می‌دهند، به اشکال ذرات، رشته‌های پیوسته مانند کاربید سیلیسیم، کربن، بور و …، رشته‌های ناپیوسته یا ویکسرها می‌باشند. ویسکرها تک بلورهای بسیار نازک که نسبت طول به قطر آنها فوق‌العاده زیاد است می‌باشند. مقاومت بیشتر به حملات شیمیایی، دمای عملکرد بالاتر و شعله پذیر نبودن این نوع از کامپوزیت نسبت به کامپوزیت پلیمری سبب قیمت بالاتر و مصرف محدود تر آن می‌شود. سوپرآلیاژ آلومینیوم، تیتانیوم، منیزیم و مس به عنوان مواد زمینه در این نوع کامپوزیت کاربرد دارند.

## الیاف تقویت کننده
نقش تقویت‌کننده‌ها در یک کامپوزیت اساساً افزایش یکی از ویژگی‌های مکانیکی رزین خالص می‌باشد. اگرچه الیاف به صورت لیف‌های تک یا دسته لیف‌ها در فرایندهای محدودی نظیر رشته‌پیچی استفاده می‌شوند اما در اغلب کاربردها لازم است که لیف‌ها به صورت‌های مختلف ورق آرایش بیابند (که تحت عنوان پارچه شناخته می‌شوند) تا کار کردن با آنها آسانتر شود.
خواص مکانیکی اغلب الیاف تقویت کننده به‌طور قابل ملاحظه‌ای بالاتر از سیستم‌های رزینی بدون تقویت کننده می‌باشند. از این رو خواص مکانیکی کامپوزیت الیاف غالباً با توجه به سهم الیاف در کامپوزیت تعیین می‌شود.
چهار پارامتر مهم در تعیین سهم الیاف عبارتند از:
1. خواص مکانیکی پایه‌ای الیاف
2. واکنش‌های سطحی الیاف و رزین در تماس با یکدیگر
3. میزان الیاف در کامپوزیت (کسر حجمی الیاف)
4. آریش یافتگی الیاف در کامپوزیت

مقدار الیاف در یک کامپوزیت با فرایند ساخت مورد استفاده کنترل می‌شود. به این ترتیب که به کار بردن پارچه‌های تقویت کننده با الیاف بسیار فشرده در یک لمینیت، کسر حجمی بالاتری دارد نسبت به استفاده از پارچه‌هایی که الیاف بزرگتر یا فاصله دستهٔ الیاف در آنها زیاد است. قطر الیاف یک پارامتر مهم در اینجاست به این ترتیب که الیاف گران‌قیمت با قطر کم، سطح تماسی بیشتری را بین رزین و الیاف فراهم می‌کند و باعث پخش شدن نیروهای بین سطحی آنها می‌شود. به عنوان یک قانون کلی می‌توان گفت که سفتی و استحکام یک لمینیت با افزایش کسر مقداری الیاف افزایش می‌یابد. در نهایت از آنجا که الیاف تقویت کننده جهت تحمل بار در طول خود طراحی شده‌اند نه در راستای عرض، آرایش الیاف کنار هم خواص ویژه ای را که وابسته به جهت می‌باشد را در کامپوزیت به وجود می‌آورد. این ویژگی غیر ایزوتروپیک کامپوزیت‌ها می‌تواند یک مزیت عالی در طراحی محسوب شود، به این ترتیب که اکثر الیاف در راستای بار اعمالی آرایش می‌یابند. این کار سبب می‌شود که مقدار مواد مصرفی در راستایی که بار اعمالی کم یا صفر است کاهش یابد.

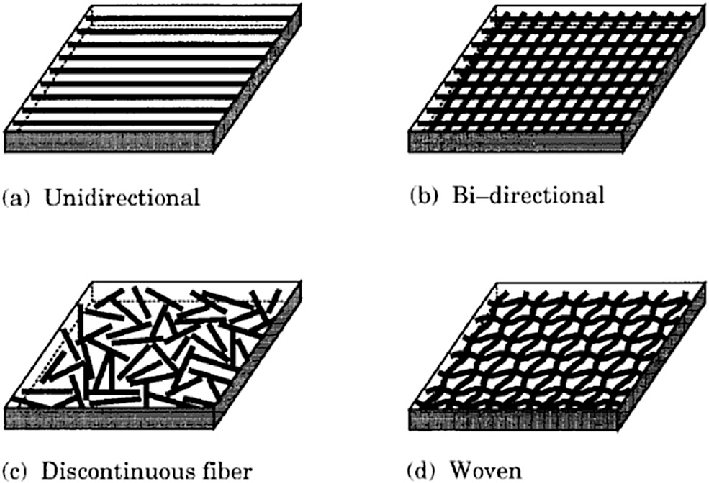
الیاف تقویت کننده

| ویژگی               | شیشه | کربن | آرامید |
| ------------------- | ---- | ---- | ------ |
| استحکام کششی بالا   | ۲    | ۱    | ۲      |
| استحکام فشاری بالا  | ۲    | ۱    | ۳      |
| استحکام خمشی بالا   | ۲    | ۱    | ۳      |
| استحکام ضربه‌ای بالا | ۲    | ۳    | ۱      |
| دانسیتهٔ پایین       | ۳    | ۲    | ۱      |
| مقاومت خستگی بالا   | ۳    | ۱    | ۲      |
| رسانایی حرارتی بالا | ۲    | ۳    | ۱      |
| انبساط حرارتی کم    | ۱    | ۱    | ۱      |
| قیمت پا یین         | ۱    | ۲    | ۲      |

## دسته‌بندی کامپوزیت‌ها از لحاظ نوع تقویت کننده
1. کامپوزیت تقویت شده با فیبر (FRC)
2. کامپوزیت تقویت شده توسط ذرات (PRC)
3. کامپوزیت‌های درشت ذره
4. کامپوزیت مستحکم شده به پراکندگی ذرات

کامپوزیت تقویت شده با فیبر FRC(چاپدها): بهترین کامپوزیت‌ها آن‌هایی هستند که دارای فاز تقویت کننده به شکل رشته‌ای می‌باشند. کامپوزیت‌های تقویت شدهٔ رشته‌ای از استحکام و مدول بالایی (خواص مکانیکی) برخوردارند که این دو ویژگی بر اساس طول رشته تعیین می‌گردد. موادی که در این کامپوزیت‌ها نقش تقویت کننده را دارند مقاومت و استحکام کششی بالایی دارند. در کامپوزیت متشکل از مواد تقویت کننده هرچه قطر رشته کوچکتر باشد رشته قوی تر و مستحکم تر لز مادهٔ زمینه خواهد بود.
کامپوزیت تقویت شده با ذرات PRC: در کامپوزیت تقویت شده با ذرات، ذرات با فاز پخش شونده یا همان فاز زمینه هم جهت و هم سو هستند. با توجه به مکانیزم استحکام و تقویتی این کامپوزیت به دو دسته تقسیم‌بندی می‌شود:
۱-کامپوزیت‌های درشت ذره: در این نوع کامپوزیت فعل و انفعالات بین زمینه و ذره نمی‌تواند در مقیاس اتمی و مولکولی باشد. در این نوع کامپوزیت فاز تقویت کننده سخت‌تر و سفت‌تر از زمینه می‌باشد به نحوی که این ذرات حرکت و جابجایی فاز زمینه رت در مجاور خود متوقف و مهار می‌کند. فاز زمینه نیز مقداری از تنش اعمال شده را به ذرات منتقل می‌نمایند.
۲-کامپوزیت مستحکم شده به پراکندگی ذرات: ذرات تقویت کننده در کامپوزیت مستحکم شده به پراکندگی ذرات بسیار ریز و اندازهٔ ان‌ها حدود ۱۰ تا ۱۰۰ نانومتر می‌باشد. فعل و انفعال بین ذرات ریز و زمینه در مقیاس اتمی و مولکولی صورت می‌گیرد و همین امر مسبب استحکام این نوع کامپوزیت می‌باشد. در نهایت تغییر شکل بسیار کم و استحکام کششی بهبود می‌یابد.

## مراحل طراحی کامپوزیت
1. گرد آوری اطلاعات در خصوص کاربرد قطعه (نیروهای استاتیک، دینامیک و شرایط محیطی)
2. مشخصات اولیه قطعه (مواد، ابعاد و چیدمان لایه‌ها)
3. زمان و هزینه
4. بررسی روش‌های محاسباتی (تحلیل و عددی)
5. شناسایی روش‌های ساخت
6. نحوه مونتاژ (روش‌های اتصال قطعات)

۷-بهینه‌سازی (وزن کم، استحکام بالا و هزینه پایین.

## کاربرد کامپوزیت
فایبر گلاس یکی از پرکاربردترین کامپوزیت ها می‌باشد. فایبرگلاس یک کامپوزیت با زمینه پلیمری است که توسط فیبرهای شیشه تقویت شده‌است. در ساخت بدنه جنگنده‌های رادار گریز از کامپوزیت‌ها استفاده می‌شود. همچنین در ساخت قطعات هواپیما و پره‌ی نیروگاه بادی و پره‌ی هلیکوپتر از کامپوزیت‌ها استفاده می‌شود. به‌طور کلی مواد کامپوزیتی به دلیل داشتن جرم بسیار کم و مقاومت بالا نسبت به فلزات، در صنعت هوا و فضا کاربرد وسیعی دارند. هم چنین کامپوزیتهای کربن/ اپوکسی از نوع کامپوزیت‌های استحکام بالا هستند که در صنایع نظامی کاربرد دارند.

## پیش‌بینی بازار کامپوزیت‌های تقویت شده با الیاف تا سال ۲۰۲۵
این پیش‌بینی هم بر اساس کاربرد کامپوزیت‌های تقویت شده در صنایع گوناگون و هم بر اساس مناطق جغرافیایی صورت گرفته‌است. بزرگی بازار کامپوزیت‌های پلیمری تقویت شده با فیبر موسوم به FRP در سال ۲۰۱۶ معادل ۱۱۴٫۱۳ میلیارد دلار بوده‌است. انتظار می‌رود که این میزان در سال ۲۰۲۵ رشدی نزدیک به سه برابر را تجربه نماید. بیشترین رشد هم از آن کامپوزیت‌های پلیمری تقویت شده با الیاف شیشه خواهد بود.

## مطالعه بیشتر
https://iran-mavad.com/کامپوزیت-های-تقویت-شده-با-فیبر-p-k-mallick.html